# Котляревский, Александр Александрович
Алекса́ндр Алекса́ндрович Котляре́вский (13 [25] сентября 1837, Крюков Посад, Кременчугский уезд, Полтавская губерния, Российская империя — 29 сентября 1881, Пиза) — русский историк, славист, археолог и этнограф. Член-корреспондент Санкт-Петербургской академии наук. Отец историка Нестора Котляревского.

## Биография
Родился 13 (25) сентября 1836 года в Крюковом посаде (предместье Кременчуга Полтавской губернии) в семье дворянина, чиновника кременчугской комисариатской комиссии Александра Андреевича Котляревского (выпускника Нежинской гимназии 1828 года).
Учился в Полтавской гимназии (1846—1853). В 1853 году поступил на историко-филологический факультет Императорского Московского университета. Прошёл славистический курс у О. М. Бодянского, о котором оставил воспоминания. Испытал влияние лекций Ф. И. Буслаева и усвоил у него принципы сравнительно-исторического метода. В 1856 году получил золотую медаль за студенческую работу «В котором году было крещение болгар?» В 1857 окончил университет со степенью «действительного студента», не удостоившись звания кандидата по причине «размолвки с преподавателем богословия» . Степень кандидата получил в 1862 году в Петербургском университете за диссертацию: «О времени принятия христианской веры болгарами и участии в этом деле Св. Кирилла Солунца (историко-хронологическое исследование)» (работа сохранилась в рукописи).
Писал рецензии, обзоры, заметки в газетах «Московские ведомости», «Северная пчела», «Молва», «Санкт-Петербургские ведомости», журналах «Русский вестник», «Отечественные записки», «Московское обозрение», «Основа», «Филологические записки» и др. С 4 сентября 1858 года работал в Москве учителем в Александринском сиротском кадетском корпусе. Наряду с П. Н. Рыбниковым, П. С. Ефименко и др. участвовал в кружке «вертепников». В 1862 году был арестован из-за связей с эмигрантом В. И. Кельсиевым и отвезён в Санкт-Петербург, где провёл три месяца в Алексеевском равелине Петропавловской крепости и ещё три — в камере III Отделения. В заключении заболел туберкулёзом, что стало впоследствии причиной его преждевременной смерти. После освобождения Котляревскому было запрещено работать преподавателем, и за ним был установлен полицейский надзор (прекращён в 1869).
В 1867 году Котляревский получил разрешение поступить на службу в Дерптский университет. 31 мая 1868 года защитил в Императорском Санкт-Петербургском университете магистерскую диссертацию: «О погребальных обычаях языческих славян» (М., 1868). Книга включает исчерпывающий для своего времени обзор источников по похоронным дохристианским обрядам славянских народов (данные лингвистические, этнографические, археологические, свидетельства письменных источников), обстоятельную аналитическую часть и приложение: «Славяне и Русь древнейших арабских писателей».
С 8 августа 1868 года Котляревский — экстраординарный профессор славянской филологии Императорского Дерптского университета (ныне — Тарту, Эстония). В 1872 году получил командировку за границу и отправился в Прагу; позднее в связи с обострением болезни решил провести зиму в Неаполе. К весне 1873 году Котляревскому стало лучше, и он вернулся в Прагу. 25 ноября 1874 года командирован за границу ещё на один год. В Праге опубликовал в двух книгах докторскую диссертацию: «Древности юридического быта балтийских славян. Опыт сравнительного изучения славянского права» (Прага, 1874); «Книга о древностях и истории Поморских славян в XII веке. Материалы для славянской истории и древности. Сказания об Оттоне Бамбергском в отношении славянской истории и древности» (Прага, 1874). 17 ноября 1874 года защитил диссертацию в Императорском Санкт-Петербургском университете, после чего получил степень доктора славянской словесности.
26 ноября 1874 года был избран историко-филологическим факультетом Императорского университета Св. Владимира в Киеве ординарным профессором по кафедре славянской филологии; вступительную лекцию прочитал 21 января 1876 года. Член-корреспондент Петербургской академии наук (с 1875). 26 февраля 1876 года Котляревский избран в члены Исторического общества Нестора-летописца (в 1877—1881 годах — председатель Общества).
Котляревский выступал с критикой славянофильских взглядов на историю, применил сравнительный метод исследования для широкого изучения славянства. Во всех своих трудах Котляревский руководствовался мыслью, что Запад и Восток развиваются на единой основе, и потому европейское просвещение должно стать общим достоянием континента. С этих позиций Котляревский критиковал славянофилов, категорически отвергая их взгляды на прошлое славянских народов.
В 1881 году опубликовал обзорно-аналитическое сочинение: «Древняя русская письменность. Опыт библиологического изложения истории её изучения» (Воронеж, 1881). В 1881 году болезнь Котляревского обострилась, и он уехал в Италию, где скончался.
Семья: Жена — Екатерина Семёновна (урожд. Попова); двое детей: дочь Ольга и сын Нестор (1863—1925), известный литературовед, академик, основатель и первый директор Пушкинского Дома.

## Вклад в науку
Котляревский — выдающийся представитель того периода в развитии русской науки, который последовал за первыми трудами нашей славистики и влияниями Гримма в изучении нашей народной старины: в славистике он был учеником О. М. Бодянского, но уже скоро стал самостоятельным, в изучении народной поэзии, — учеником Буслаева, от которого принял влияние Гриммовой школы, оставаясь, однако, свободным от крайних увлечений, в какие впадали другие последователи этой школы, например, Афанасьев и Ор. Миллер . Первые его труды вызывались необходимостью установить те приёмы исследования, которые приносила новая школа и которые не были достаточно строго соблюдаемы в среде самих специалистов, и устранить из науки многое, что ещё пользовалось авторитетом в ходячих понятиях. Такова была его книжка: «Старина и народность» (1862); таковы были позднее специальные его разборы «Поэтических воззрений славян на природу» А. Н. Афанасьева, «Истории русской жизни» И. Е. Забелина и другие. Он способствовал новому направлению историко-литературного изучения, расширявшему область исторического наблюдения данными истории общественной, народно—поэтического творчества. Основание археологического общества в Москве на некоторое время направило его интересы преимущественно на археологию. В это время была написана его книга «О погребальных обычаях», которая может служить образчиком его приёмов исследования: к изучению привлечены самые разнообразные источники — язык, предания, сохранённые летописью разных славянских народов, предания современные, представляющие собой отголосок старого обычая, памятники вещественные, доставляемые археологическими раскопками, наконец, предания и обычаи других индоевропейских племён. В Киеве он мог поставить свой курс гораздо шире, чем в Дерпте; его мечтой была энциклопедия славяноведения — систематическое обобщение того, что сделано до сих пор в науке. Этот план он старался выполнить в своих курсах. Осуществить его в литературе ему не было дано, но здесь, как и в ранних его трудах, сказывается живое понимание потребностей науки в условиях нашего образования. Возникая обыкновенно из чужого источника или подчиняясь ходу западных научных теорий, она существовала отрывочно, эпизодически, лишённая и общих оснований и метода, и обобщений, и потому столь же отрывочно она отражалась и в общем образовании, в котором должна была иметь свою первоначальную опору. Поэтому, наряду с исследованиями специальными, Котляревский считал необходимыми общие обзоры и руководства.

## Труды
Работы Котляревского, кроме отдельно изданных им книг, рассеяны частью в общих изданиях, частью — в специальных, как воронежские «Филологические записки», «Труды» и «Вестник» Московского археологического общества, «Отчеты об Уваровских премиях при Академии Наук», «Беседы» Московского общества любителей российской словесности, «Труды» Киевского общества Нестора летописца и др. В 1889—1891 годах изданы при II отделении Академии Наук «Сочинения А. А. Котляревского» (в «Сборнике», II отд., тома XLVII — XLIX и отдельно, три тома); издание закончено четвёртым томом (том L «Сборника»), к которому присоединены «Материалы для биографии Александра Александровича Котляревского», А. Н. Пыпина.
- Были ли малоруссы исконными обитателями Полянской земли или пришли из-за Карпат в XIV веке / [соч.] А. А. Котляревского. — СПб.: [Тип. Н. Тиблена и К°], 1862. — 14 с.
- Сравнительное языкознание // Филологические записки, Воронеж, 1862
- История всеобщей литературы в России // Филологические записки, Воронеж, 1862
- Старина и народность за 1861-й год: Библиогр. обозрение А. Котляревского. — Москва: Унив. тип., 1862. — [2], 99 с.
- О погребальных обычаях языческих славян: Исслед. А. Котляревского. — Москва: К. А. Попов, 1868. — [16], 252, 38 с.
- Славяне и Русь древнейших арабских писателей: Этногр. заметка / [Соч.] А. Котляревского. -— Москва: Синодальная тип., 1868. -— [2], 36 с.
- Древности юридического быта балтийских славян: Опыт сравнительного изучения славянского права / [Соч.] —. Котляревского. — Прага: тип. В. Нагеля, 1874. — 30.
- Об изучении древней русской письменности // Филологические записки, Воронеж, 1878
- Древняя русская письменность: Опыт библиол. изложения. истории её изучения .Общее историческое обозрение; История изучения древне-славянского и древне-русского языков и письма / [Соч.] Проф. А. Котляревского. — Воронеж: тип. Губ. правл., 1881. — [2], 216 с.

### Энциклопедии
- Пыпин А. H. Котляревский, Александр Александрович // Энциклопедический словарь Брокгауза и Ефрона : в 86 т. (82 т. и 4 доп.). — СПб., 1895. — Т. XVI (31) : Конкорд — Коялович. — С. 441—442.
- Котляревский, Александр Александрович // Русский биографический словарь : в 25 томах / Под наблюдением председателя Императорского Русского Исторического Общества А. А. Половцева. — СПб., 1903. — Т. 9: Кнаппе — Кюхельбекер. — С. 327—331.
- Котляревский, Александр Александрович // Биографический словарь профессоров и преподавателей Императорского университета Св. Владимира (1834—1884) / сост. В. С. Иконников. — Киев: Типография Императорского университета Св. Владимира, 1884. — С. 303—325.
- Лаптева Л. П. КОТЛЯРЕВСКИЙ Александр Александрович // Императорский Московский университет: 1755—1917: энциклопедический словарь / составители А. Ю. Андреев, Д. А. Цыганков. — М.: Российская политическая энциклопедия (РОССПЭН), 2010. — С. 356—357. — 894 с. — 2000 экз. — ISBN 978-5-8243-1429-8.

### Некрологи и воспоминания
- «Поминки по Александру Александровичу Котляревскому» (Киев, 1881; статьи и речи П. И. Аландского, И. Н. Жданова, Н. П. Дашкевича)
- «Sitzungsberichte der gelehrten estnischen Gesellschaft» за 1881 год; «Neue Dorptsche Zeitung» (октябрь, 1881)
- Кочубинский А. «Итоги славянской и русской филологии» (в «Записках» Новороссийского университета, том XXXIII, и отдельно: Одесса, 1882, страницы 229—236)
- Веселовский А. Н. Воспоминания об А. А. Котляревском // Киевская старина. — 1888. — Т. 22. — № 9. — С. 395—414.
- Стороженко А. П. Александр Александрович Котляревский // Вестник Европы. — 1890. — № 7.
- Степович А. И. К биографическому материалу об А. А. Котляревском // Киевская старина. — 1892. — № 3. — С. 478—482.
- Линниченко И. А. А. А. Котляревский (Страничка из унив. воспоминаний). — В кн.: Памяти отца наместника Леонида, А. А. Гатцука, Н. П. Попова и А. А. Котляревского. — М., 1893. — С. 349—359
- К. Н. Бестужев-Рюмин. По поводу 1-го тома «Сочинений», в «Журнале Министерства Народного Просвещения», том CCLXIV
- Смирнов И. Д. Александр Александрович Костляревский, как преподаватель // Русская старина. — 1893. — Т. 78. — № 6. — С. 611—631.